# Аджарисцкали (село)
Аджарисцкали (груз. აჭარისწყალი) — село в Грузии, на территории Хелвачаурского муниципалитета автономной республики Аджария.

## География
Село находится в юго-западной части Грузии, на правом берегу реки Аджарисцкали, вблизи места впадения её в реку Чорох, на расстоянии 6 километров (по прямой) к юго-востоку от города Батуми, административного центра муниципалитета и автономной республики. Абсолютная высота — 52 метра над уровнем моря.

## Население
По результатам официальной переписи населения 2014 года, в Аджарисцкали проживало 274 человека (139 мужчин и 135 женщин). В национальной структуре населения грузины составляли 99,6 %, армяне — 0,4 %.
| Год  | Население, человек |
| ---- | ------------------ |
| 2002 | 256                |
| 2014 | ↗ 274              |